# KRE-075

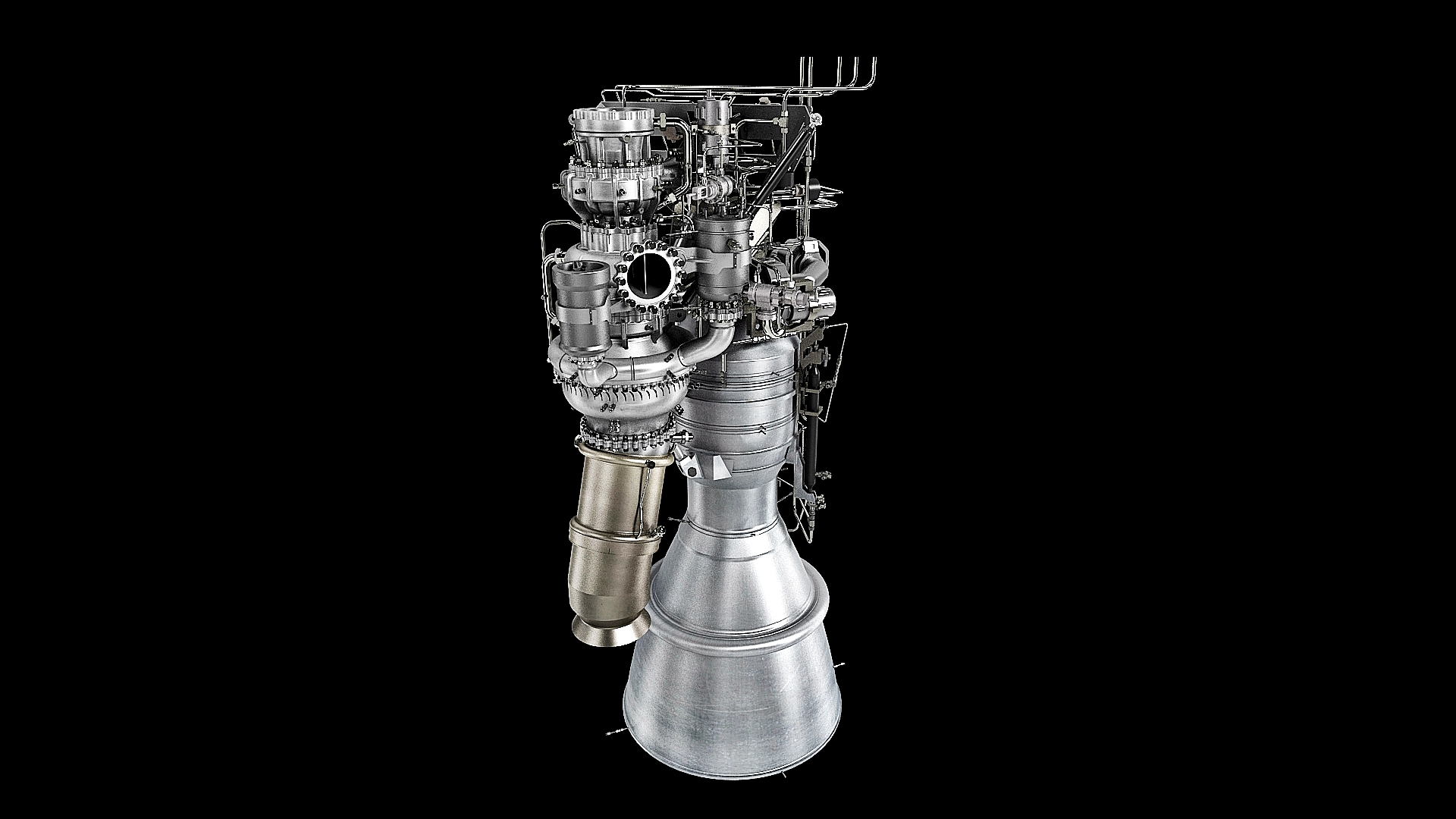
KRE-075 엔진 CG 애니메이션 형상

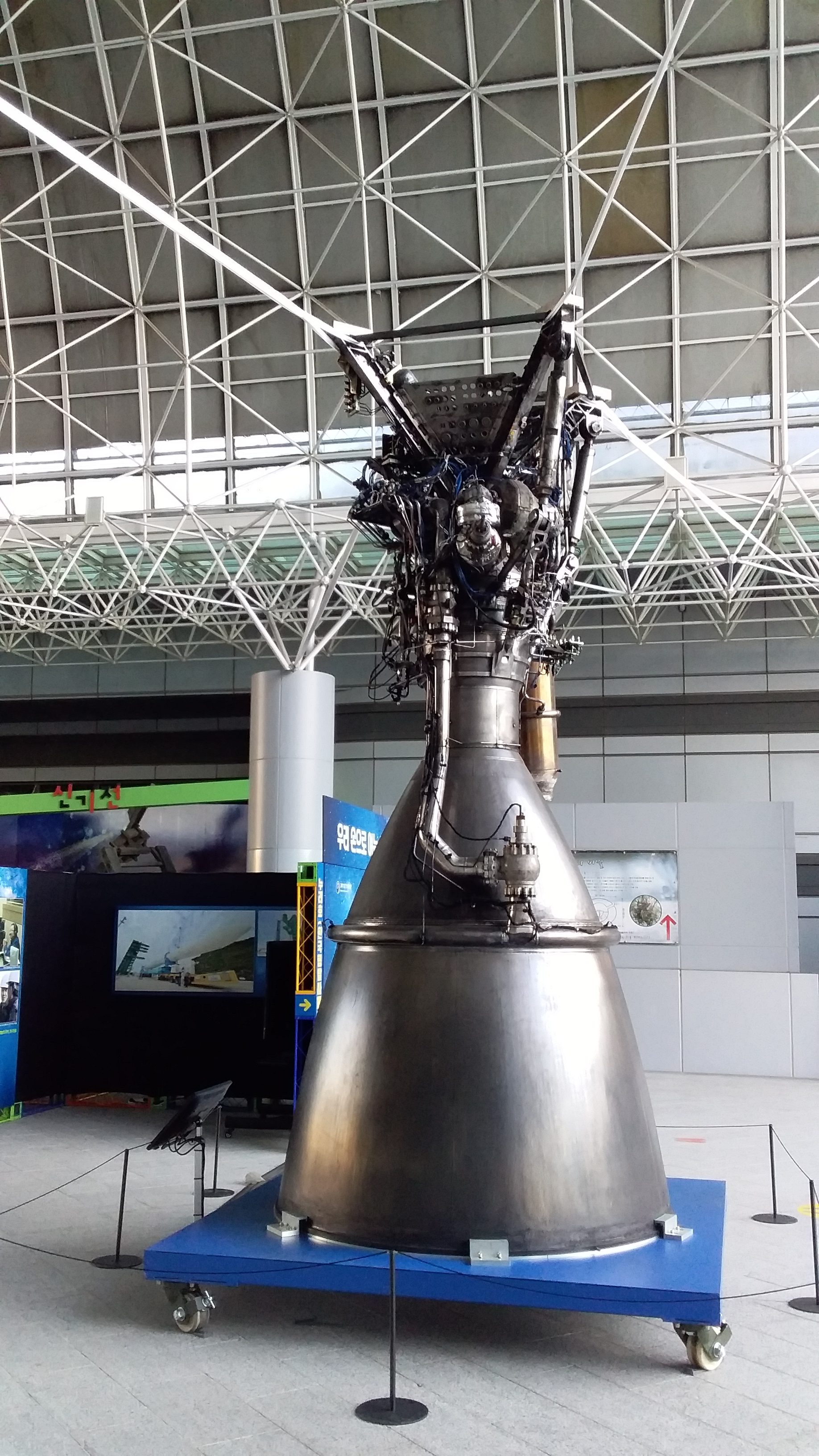
국립중앙과학관에 전시된 75톤급 로켓엔진의 모습

KRE-075는 한국의 KARI가 개발한 75톤급 추력의 액체 로켓 엔진을 말한다. 2018년 한국형 시험발사체의 1단 엔진으로, 2021년 KSLV-II의 1·2단 엔진으로 사용되었으며, 2022년 엔진 개발을 완료하였다.

## 개발
나로호의 개발 과정에서 러시아와의 공동개발 도중 1단 액체엔진 기술이 이전되지 않았던 점에 대해 사업 초기 단계부터 꾸준히 비판이 나왔었다. 이에 나로호에 이어 발사할 한국형발사체에서는 액체엔진 기술을 포함해 자력 개발하기로 정했고, 이 계획에 따라 75톤급 엔진의 개발이 정해졌다.
75톤급 엔진의 개발에는 나로호 개발 과정에서 독자적으로 개발한 KARI 30톤급 로켓엔진의 개발 경험이 크게 도움이 되었다. 2009년에는 엔진의 각 부분 체계 시제품을 조립해 시험을 수행하였으며 2012년에는 첫 시험용 액체 엔진이 조립을 마쳤다. 현재 나로우주센터와 KARI 본원 등에 엔진 시험설비를 증축하여 한국형발사체 인증모델과 비행모델에 들어갈 엔진을 시험중에 있다.
KRE-075는 한국항공우주연구원 주도로 2010년부터 개발하기 시작하였다. 한화에어로스페이스가 사업 초기 단계부터 엔진, 터보 펌프, 시험설비 구축에 참여하였다.
2007년엔 개발한 터보펌프를 시험하기 위해 러시아 니히마시 연구소에 가져갔다가 폭발사고가 발생해 현지의 시험설비까지 타버리는 어려움을 겪기도 했다.
2021년 10월, 한화에어로스페이스는 경기도 성남 서울공항에서 열린 서울 ADEX 2021 전시회에서 이 엔진을 일반 대중들에게 공개하였다.

## 시험
총 3단으로 구성된 누리호의 1단 엔진의 임무 목표 연소시간은 약 120초, 2단 엔진의 임무 목표 연소시간은 약 140초로 설계되었다.
2016년 5월 3일에 최초로 1.5초간 첫 연소시험에, 그해 6월 8에 75초간의 연소시험에 성공하였다.
한국항공우주연구원은 2016년 6월 29일 열린 정부 우주개발진흥실무위원회에서 2017년 말로 예정된 시험발사체 발사 일정을 10개월 연기한다고 보고하였다. 75t급 엔진의 연소기 불안정 문제가 있었으며, 당시에는 연소 불안정 문제가 어느 정도 해결된 상황이었다.
2018년 11월 28일, 누리호 시험발사체가 목표 연소시간인 140초 동안 연소하며 비행하였다. 시험발사체 발사까지 총 10기의 75톤급 엔진을 만들어 100회, 8,326초 누적 연소시험을 진행하였다. 시험발사체에 쓰인 엔진은 7번째로 제작된 것이다.
2021년 1월 28일, 누리호 1단 인증모델을 사용하여 실제 발사 때와 똑같은 자동 발사소프트웨어 명령에 따라 추진기관 종합연소시험을 30초간 진행하였다. 이 시험에서, 1단 추진제 탱크에서 연료와 산화제가 클러스터링(연결)된 75톤급 액체엔진 4기로 정상적으로 공급돼 정상적인 연소가 진행되고 통제되는지를 확인하였다.

## 설계
75톤급 엔진은 액체산소와 케로신을 사용하는 가스발생기 사이클의 액체연료 엔진이다. 진공 추력은 75톤, 진공 비추력은 300s이며 재생냉각 방식을 사용한다. 1단과 2단에 각각 들어갈 두가지 버전으로 제작될 예정이며 두 엔진은 기본적으로 동일하지만 1단 엔진의 확대비가 12인 반면 2단 엔진의 확대비는 35이다.
개발 초기, 성능 위주로 설계되어 목표 대비 25% 무겁게 제작되었지만 반복적인 엔진 연소 시험을 통해 무게 감량을 위한 설계 개선을 통해 최종적으로 무게를 대폭 줄였다. 또한, 영하 180도에 달하는 극저온의 액체산소와 연소 시 발생하는 3300도의 초고온을 모두 견딜 수 있게 설계되었다.

## 적용
누리호의 1단 액체엔진은 KRE-075 엔진 4기를 클러스터링 방식으로 묶어 300톤의 추력을 내도록 구성했는데, 이 엔진은 초당 1톤이 넘는 산화제와 연료를 태우며 거대한 발사체를 하늘을 향해 고속으로 밀어올릴 수 있다. 2단 액체엔진으로는 엔진 1기가 쓰인다. 3단은 7톤 엔진 1개로 구성되어 있다.

## 버전
| 비교          | KRE-075 SL | KRE-075 VAC |
| 해면추력 (tf) | 66.6       | -           |
| 진공추력 (tf) | 75.9       | 80.3        |
| 진공비추력    | 298.6초    | 315.4초     |
| 혼합비        | 2.209      | 2.209       |
| 팽창비        | 12         | 35          |
| 연소시간      | 127초      | 148초       |
| 챔버압력      | 6.0        | 6.0         |

## 개발
- 한국형발사체 75톤급 액체엔진 시험모델 1호기 연소시험(145초) 성공 측면영상
- 한국형발사체 75톤급 액체엔진 시험모델 1호기 연소시험(145초) 성공 근접영상
- 한국형발사체 75톤급 액체엔진 시험모델 1호기 목표 연소시간(145초) 연소시험 성공 영상

## 해외의 사례

### 타이탄
미국 LGM-25C 타이탄 II가 추력 75톤인 LR-87 액체연료 엔진 4개를 사용한다. 등유/액체산소는 아니고 사산화질소/하이드라진을 사용하지만, 두가지 버전을 동시에 개발했다.
LGM-25C 타이탄 II은 핵출력 9메가톤의 W53 핵탄두 1개를 장착했으며, 사거리 15,000 km이다. 54발이 실전배치되었다. 현재의 미니트맨 미사일이 배치되기 전까지 미국 핵억지력의 핵심이었다. 미국 국방부는 당초 타이탄2가 35메가톤 핵탄두를 운반할 수 있을 것이라고 예상했지만, 실전배치되지는 않았다.

### 러시아
1976년 개발을 시작한 RD-120 엔진인데, 중국, 인도에도 기술수출되었다.
- RD-120 엔진,  러시아, 1976년 개발시작, 진공추력 85톤
- RD-801 엔진,  우크라이나, 1976년 개발시작, 진공추력 136톤
- YF-100 엔진,  중국, 2000년 개발시작, 진공추력 136톤
- SCE-200 엔진,  인도, 2005년 개발시작, 진공추력 200톤

### 우크라이나
우크라이나는 소련이 멸망하면서 독립했으며, 최근에 친미를 선언해서 러시아군이 침공하기도 했다. 우크라이나에는 구소련 당시 ICBM을 대량생산하던 유즈노예 설계국과 유즈마쉬 기계국이 있다. 연구소와 공장이다. 정부가 친미를 선언하면서 부도위기를 맞았다. 한국이 유즈노예에서 로켓 엔진 기술을 수입했다. 북한도 수입하려다가 저지당했다.
우크라이나는 구소련 당시 로켓의 2단 엔진에 사용되던 것을 자체 국산화 해서, 최초의 우크라이나 1단 엔진 RD-870을 개발했다. 진공추력 89톤, 액체산소/등유를 사용하는데, KRE-075와 비슷하다. 그러나 한국 보다 최신기술인 단계식 연소 사이클을 사용한다.

### 중국
중국은 다양한 로켓 엔진이 있는데, 러시아, 중국, 북한은 액체연료 핵미사일에 N2O4/UDMH 연료를 주로 사용한다. 상온에서 저장할 수 있는 저장성 연료인 대신에, 유독성 연소가스를 배출한다.
한국의 KRE-075는 Jet A-1/LOX 연료를 사용하는데, Jet A-1은 등유로서 상온에서 저장할 수 있는 저장성 연료이면서, 무독성 연소가스를 배출한다. 그러나 LOX는 극저온 연료여서, 로켓 안에 연료를 주입하면 빠른 시간안에 발사하거나 다시 연료를 배출해야만 한다. 등유가 극저온 연료가 아니어서, 세미 극저온 연료라고 한다. SS-8 ICBM이 RP-1/LOX 연료를 사용한다.
중국의 핵미사일에 사용하는 N2O4/UDMH 엔진은 30톤 추력, 80톤 추력이 있다. 80톤 추력 이상의 대형 엔진은 없다. 80톤 추력 엔진을 여러개 묶어서 사용한다. 그런데, 한국과 북한도 30톤 추력, 80톤 추력의 엔진을 개발했다. 즉, 한국과 북한은 중국 수준의 핵미사일용 액체연료 로켓 엔진을 모두 갖추었다고 볼 수 있다.
- en:YF-1,  중국, 진공추력 30톤, N2O4/UDMH 연료, DF-4 ICBM
- en:YF-20,  중국, 진공추력 80톤, N2O4/UDMH 연료, DF-5 ICBM
- KRE-030,  대한민국, 진공추력 30톤, Jet A-1/LOX 연료
- KRE-075,  대한민국, 진공추력 75톤, Jet A-1/LOX 연료
- 노동엔진,  조선민주주의인민공화국, 진공추력 30톤, N2O4/UDMH 연료, 노동 1호 MRBM, 대포동 2호 ICBM
- 백두엔진,  조선민주주의인민공화국, 진공추력 80톤, N2O4/UDMH 연료, 화성 15호 ICBM

비교를 해보면, KRE-075가 ICBM 엔진임을 분명하게 알 수 있다. 그러나 한국 정부는 절대 ICBM이 아니라 우주로켓 엔진이라고 주장한다. 소련은 RP-1/LOX 연료를 사용한 SS-8 ICBM을 10년 정도 실전배치한 적이 있어서, 한국 정부의 주장이 그렇게 설득력이 높은 주장은 아니다.

### 북한
한국의 KRE-075와 북한의 백두엔진이 개발경쟁을 했다. 서로 연소시험을 누가 먼저하는지 마치 내기라도 하듯이, 개발일정이 비슷했다. 둘 다 진공추력 80톤이다.
- KRE-075,  대한민국, 진공추력 80톤, Jet A-1/LOX 연료
  - 2016년 7월 20일 연소시험, 2018년 11월 28일 누리호 시험발사체 시험발사
- 백두엔진,  조선민주주의인민공화국, 진공추력 80톤, N2O4/UDMH 연료
  - 2016년 9월 20일 연소시험, 2017년 7월 4일 화성 14호 ICBM 시험발사

## 같이 보기
- LR-87 - KARI 75톤급 로켓엔진은 LR-87-3과 매우 유사하다
- 미쓰비시 LE-7
- YF-77
- RD-180
- KSLV-II - 한국형발사체
- GX 로켓
- 멀린 로켓 엔진
- 대한민국의 로켓 개발